# Zbrucz Wołoczyska
Zbrucz Wołoczyska (ukr. ФК «Збруч» Волочиськ) – ukraiński klub piłkarski, mający siedzibę w mieście Wołoczyska, w obwodzie chmielnickim, na zachodzie kraju, działający w latach 1972–2015.

## Historia
Chronologia nazw:
- 1972: Maszynobudiwnyk Wołoczyska (ukr. ФК «Машинобудівник» Волочиськ)
- 1977: Striła Wołoczyska (ukr. ФК «Стріла» Волочиськ)
- 1990: Zbrucz Wołoczyska (ukr. ФК «Збруч» Волочиськ)
- 2006: Ahrobiznes Wołoczyska (ukr. ФК «Агробізнес» Волочиськ)
- 2008: Zbrucz-Astarta Wołoczyska (ukr. ФК «Збруч-Астарта» Волочиськ)
- 2009: Zbrucz-Ahro Wołoczyska (ukr. ФК «Збруч-Агро» Волочиськ)
- 2010: Zbrucz Wołoczyska (ukr. ФК «Збруч» Волочиськ)
- 2015: klub rozwiązano

Klub piłkarski Maszynobudiwnyk został założony w miejscowości Wołoczyska w 1972 roku. W 1974 roku drużyna z grającymi trenerami Jewhenem Sińkowem i Mykołą Ostrowskim wygrała drugą grupę mistrzostw obwodu chmielnickiego. Zespół startował w rozgrywkach Mistrzostw (w najwyższej klasie) oraz Pucharu obwodu chmielnickiego. Od 1977 do 1989 roku zespół nosił nazwę Striła. Potem nastąpił spadek w grze zespołu z Wołoczyski. I dopiero w 1989 roku, zawodnikom udało się zdobyć złote medale mistrzostw obwodu. W 1990 roku klub zmienił nazwę na Zbrucz, a w 1991 roku ponownie został mistrzem obwodu. Jednak po kilku latach, z powodu różnych okoliczności, klub zaprzestał występów w mistrzostwach obwodu. Na początku XXI wieku zespół ponownie startował w rozgrywkach. Od 1994 do 2006 roku klub był na bilansie rady miejskiej. Zespołem opiekował się ówczesny burmistrz Iwan Rybaczuk. W 2005 zespół znów zwyciężył w mistrzostwach obwodu. Przez kolejne dwa lata klub był wspomagany przez miejscowe przedsiębiorstwo "Agrobiznes", dlatego nazywał się Ahrobiznes. W 2008 roku rozpoczyna się nowa karta w historii klubu, który uzyskał status prawny jako Zbrucz-Astarta. Przewodniczący okręgowej federacji piłkarskiej rejonu wołoczyskiego Jewhen Sińkow został wybrany na prezesa klubu.
W 2009 roku z nazwą Zbrucz-Ahro debiutował w Mistrzostwach Ukrainy wśród amatorów. W 2010 klub wrócił do nazwy Zbrucz. Po roku przerwy w 2011 ponownie występował w Mistrzostwach Ukrainy wśród amatorów. W 2013 ponownie zagrał w rozgrywkach Mistrzostw Ukrainy wśród amatorów. W 2014 po raz kolejny zgłosił się do rozgrywek.
Po zakończeniu sezonu 2015 roku, w którym zdobył mistrzostwo i Puchar obwodu, klub został rozwiązany.

## Barwy klubowe, strój, herb, hymn
|  |  |

Klub ma barwy czerwono-czarne. Piłkarze domowe spotkania zazwyczaj grają w czerwonych koszulkach, czarnych spodenkach oraz czerwonych getrach.

## Sukcesy

### Trofea międzynarodowe
Do chwili obecnej klub jeszcze nigdy nie zakwalifikował się do rozgrywek europejskich.

### Trofea krajowe
| \| \| Zdobyte trofea w rozgrywkach Ukrainy (stan na: 31-05-2021) \| |                                                            |      |          |
| Rozgrywki                                                           | Osiągnięcie                                                | Razy | Sezon(y) |
| · Mistrzostwo                                                       | I miejsce                                                  | 0    |          |
| · Mistrzostwo                                                       | II miejsce                                                 | 0    |          |
| · Mistrzostwo                                                       | III miejsce                                                | 0    |          |
| Puchar                                                              | zdobywca                                                   | 0    |          |
| Puchar                                                              | finalista                                                  | 0    |          |
| II liga                                                             | I miejsce                                                  | 0    |          |
| II liga                                                             | II miejsce                                                 | 0    |          |
| II liga                                                             | III miejsce                                                | 0    |          |
| Ukraina                                                             | Zdobyte trofea w rozgrywkach Ukrainy (stan na: 31-05-2021) |      |          |

- Amatorskie Mistrzostwa Ukrainy:
  - 3.miejsce (1x): 2009 (finał A)

- Mistrzostwa obwodu chmielnickiego:
  - mistrz (10x): 1989, 1991, 2000, 2005, 2008, 2009, 2011, 2012, 2014, 2015
  - wicemistrz (3x): 2001, 2010, 2013
  - 3.miejsce (1x): 1996, 2006, 2007

- Puchar obwodu chmielnickiego:
  - zdobywca (5x): 2010, 2011, 2012, 2014, 2015
  - finalista (1x): 2013 (drugi zespół)

## Poszczególne sezony

### Rozgrywki międzynarodowe

#### Europejskie puchary
Nie uczestniczył w rozgrywkach europejskich.

### Rozgrywki krajowe
| \| Ukraina \| Bilans występów klubu w rozgrywkach piłkarskich Ukrainy (Stan na 22 lipca 2021 r.) \| \| |                                                                                    |        |       |   |   |   |    |    |     |                  |        |        |      |
| Poziom                                                                                                 | Rozgrywki                                                                          | Sezony | Mecze | Z | R | P | B+ | B– | Pkt | Lata             | Awanse | Spadki | Naj. |
| I | Premier-liha                                                                       | 0      |       |   |   |   |    |    |     |                  | 0      | 0      |      |
| II | Persza liha                                                                        | 0      |       |   |   |   |    |    |     |                  | 0      | 0      |      |
| III | Druha liha                                                                         | 0      |       |   |   |   |    |    |     |                  | 0      | 0      |      |
| IV | Amatorska liha                                                                     | 3      |       |   |   |   |    |    |     | 2009, 2011, 2013 | 0      | 0      | 3    |
| | Puchar Ukrainy                                                                     | 0      |       |   |   |   |    |    |     |                  | 0      | 0      |      |
| Ukraina                                                                                                | Bilans występów klubu w rozgrywkach piłkarskich Ukrainy (Stan na 22 lipca 2021 r.) |        |       |   |   |   |    |    |     |                  |        |        |      |

## Piłkarze, trenerzy, prezydenci i właściciele klubu

### Trenerzy
...
- 01.01.2008–31.12.2015:  Wiktor Szyszkin

### Prezydenci
- 2008–2015:  Jewhen Sińkow

## Struktura klubu

### Stadion
Klub piłkarski rozgrywał swoje mecze domowe na stadionie Junist' w Wołoczyskach, który może pomieścić 2700 widzów.

## Kibice i rywalizacja z innymi klubami

### Derby
- Podilla Chmielnicki